# Ludwig Kaas
Monsignor Ludwig Kaas (Treviri, 23 maggio 1881 – Roma, 15 aprile 1952) è stato un politico e teologo tedesco nel periodo della Repubblica di Weimar.
Monsignor Kaas fu collaboratore e amico del nunzio apostolico in Germania mons. Eugenio Pacelli, futuro papa Pio XII (1939-1958).
Qualcuno attribuisce l'ascesa di Adolf Hitler al potere ad una sua scelta politica: viene riportato come il 23 marzo 1933 Kaas, in qualità di leader del Partito del Centro Cattolico (Zentrum), nonostante il parere fortemente contrario di altri esponenti del partito, in particolare dell'ex cancelliere Brüning, dettasse la linea di voto a favore del Decreto dei pieni poteri, fornendo ad Hitler e al Partito Nazionalsocialista Tedesco dei Lavoratori la necessaria maggioranza qualificata dei due terzi dei deputati del Reichstag per l'approvazione del decreto che permise instaurare la dittatura nazionalsocialista in Germania. Il voto favorevole all'ascesa del nazionalsocialismo viene giustificato come frutto di un patto di scambio per accelerare la stipula del concordato con la Santa Sede, come aveva già fatto Benito Mussolini in Italia il 10 febbraio 1929 con i più ampi Patti Lateranensi. Il concordato tra Chiesa cattolica tedesca e Terzo Reich fu stipulato poco tempo dopo, il 20 luglio 1933. 
Questa versione è contestata da chi sostiene che, nell'ascesa al potere di Hitler, Kaas ebbe un ruolo marginale rispetto a Franz von Papen, che in quel momento era segretario del Centro Cattolico (Zentrum).
Divenuto ben presto nemico del regime, Kaas emigrò quello stesso anno a Roma. Negli anni successivi diresse gli scavi nelle catacombe di San Pietro, intrapresi per ordine del pontefice, che al tempo era papa Pio XII.